# Astragalus nanjiangianus
Astragalus nanjiangianus là một loài thực vật có hoa trong họ Đậu. Loài này được K.T.Fu miêu tả khoa học đầu tiên.